# Astylosternus nganhanus
Astylosternus nganhanus е вид жаба от семейство Arthroleptidae. Видът е критично застрашен от изчезване.

## Разпространение
Разпространен е в Камерун.

## Описание
Популацията на вида е намаляваща.